# 錦町 (台中市)

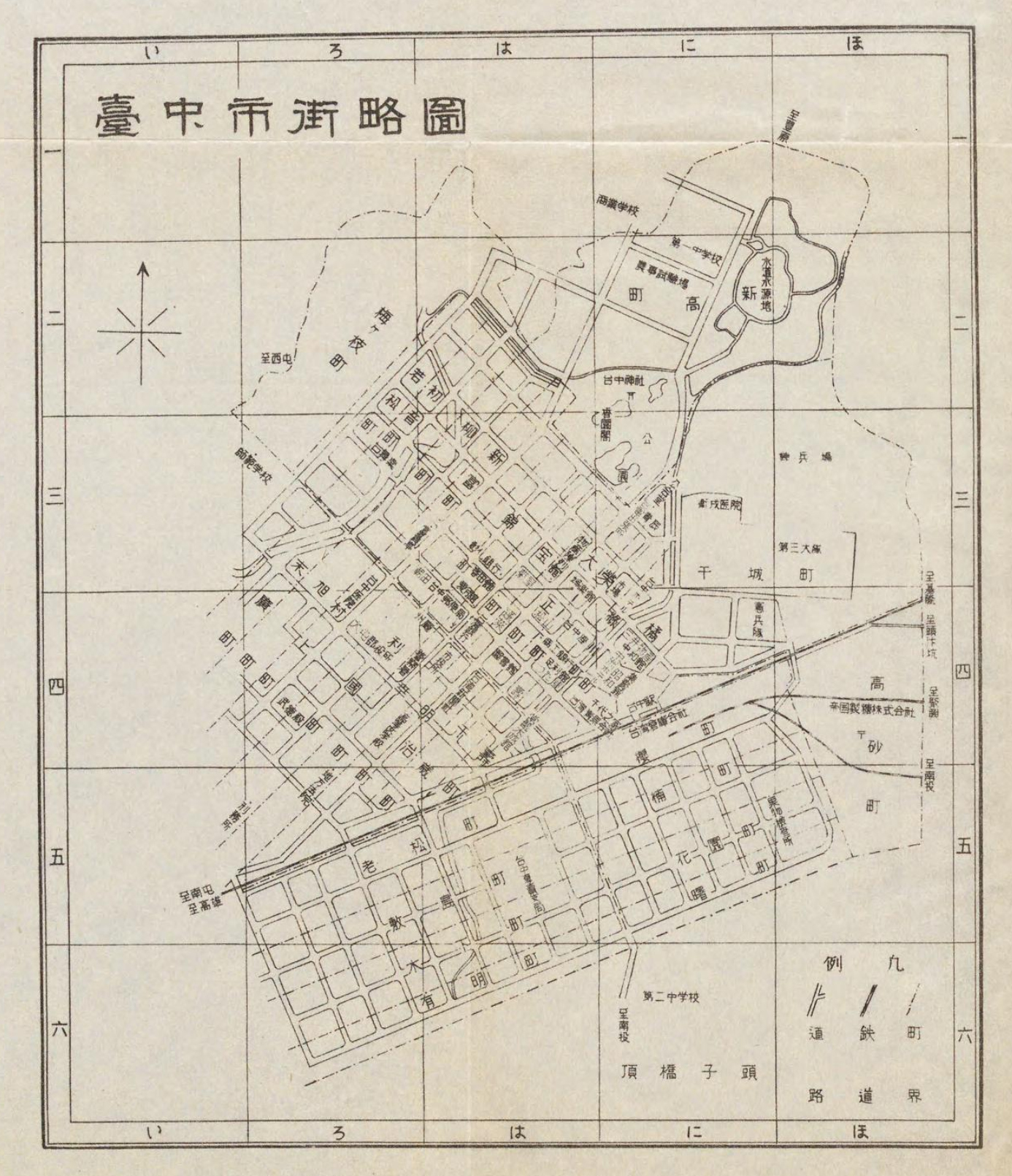
臺中市街略圖

錦町為台灣日治時期臺中州臺中市的町，分為六丁目；其最初在1916年公告為通稱町名，在1926年4月1日的町名改正公告中才正式設立，原臺中市大字的臺中改為31個町。錦町通為現今平等街。

## 町內設施
一丁目
二丁目
- 今林商行台中支店
- 台灣日報社台中支局

三丁目
- 台中錦町郵便局

四丁目
- 錦町警察官吏派出所
- 台中市消防組詰所